# درو جودين
درو جودين (بالإنجليزية: Drew Gooden)‏ مواليد 24 سبتمبر 1981 في أوكلاند، هو لاعب كرة سلة أمريكي بدأ مسيرته الاحترافية في سنة 2002 يلعب مع فريق واشنطن ويزاردز في الرابطة الوطنية لكرة السلة ويحمل الرقم 90. يبلغ طوله 6 قدم 10 بوصة (2.1 م).

## فرق لعب لها
- ميمفيس غريزليس
- أورلاندو ماجيك
- كليفلاند كافالييرز
- شيكاغو بولز
- سكرامنتو كينغز
- سان أنطونيو سبرز
- دالاس مافيريكس
- لوس أنجلوس كليبرز
- ميلووكي باكز
- واشنطن ويزاردز

## روابط خارجية
- درو جودين على موقع إن بي أي (الإنجليزية)
- درو جودين على موقع سبورتس رفرنس (الإنجليزية)
- درو جودين على موقع كرة السلة الأوروبية.كوم (الإنجليزية)
- درو جودين على موقع كلية كرة السلة في سبورتس رفرنس.كوم (الإنجليزية)
- درو جودين على موقع ريلجم (الإنجليزية)
- درو جودين على موقع بروبوليرز (الإنجليزية)